# المعصرة (أسلم)

تعديل مصدري - تعديل

المعصرة هي إحدى قرى عزلة أسلم الشام بمديرية أسلم التابعة لمحافظة حجة، بلغ تعداد سكانها 49 نسمة حسب تعداد اليمن لعام 2004.